# Lee Adams
Lee Richard Adams (Mansfield, 14 agosto 1924) è un paroliere statunitense.

## Biografia
Nato in una famiglia ebraica a Mansfield, Lee Adams conseguì la laurea triennale all'Università statale dell'Ohio e la magistrale all'Università Columbia. Dopo aver lavorato per qualche anno come giornalista, nel 1949 conobbe il compositore Charles Strouse, con cui formò un fortunato sodalizio artistico. I due scrissero il musical Bye Bye Birdie, portato al debutto a Broadway nel 1961 e premiato con il Tony Award al miglior musical; ne avrebbero vinto un altro nel 1970 con Applause, portato al debutto con Lauren Bacall nel ruolo della protagonista.
Lee Adams avrebbe lavorato come paroliere e librettista fino ai primi anni novanta, firmando testi delle canzoni nei musical All American (1960), Golden Boy (1962), It's a Bird...It's a Plane...It's Superman (1966), I and Albert (1972), Bring Back Birdie (1980), A Broadway Musical (1982) e Ain't Broadway Grand! (1993). Nel 1989 è stato inserito nella Songwriters Hall of Fame. Nel 1996 scrisse i testi per la sigla della sitcom Arcibaldo, che gli valse il Premio Emmy alla miglior musica e testi insieme a Strouse.